# وازایی

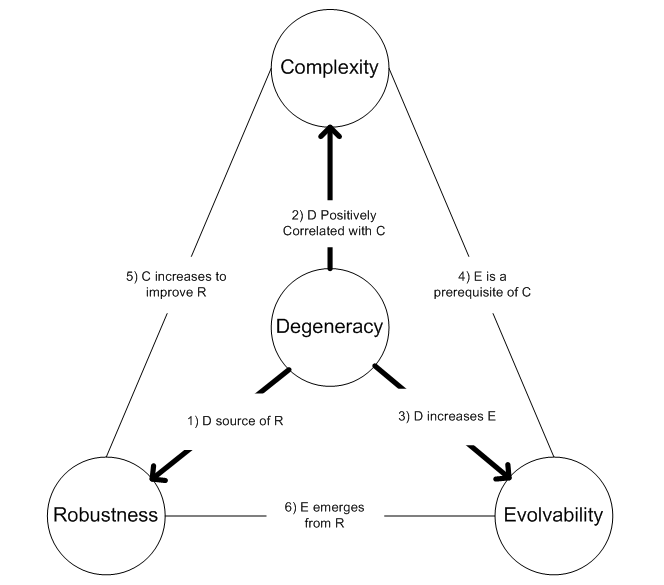
روابط نظری بین ویژگی‌های زیست‌شناختی که برای فرگشت مهم هستند. برای بررسی شواهدی که از این روابط پشتیبانی می‌کنند، نگاه کنید.

در سامانه‌های زیست‌شناختی، وازایی (به انگلیسی: Degeneracy) زمانی رخ می‌دهد که اجزا/مسیرهای ساختاری غیرمشابه بتوانند کارکردهای مشابهی را در شرایط خاص انجام دهند (یعنی به‌طور مؤثر قابل جابجایی هستند)، اما کارکردهای متمایز را در شرایط دیگر انجام دهند. بنابراین وازایی یک ویژگی رابطه‌ای است که نیازمند مقایسه رفتار دو یا چند جزء است. به‌طور خاص، اگر وازایی در یک جفت مؤلفه وجود داشته باشد، آنگاه شرایطی وجود خواهد داشت که این جفت از نظر کارکردی زائد به نظر می‌رسد اما شرایط دیگری وجود دارد که از نظر کارکردی متمایز به نظر می‌رسند.
توجه داشته باشید که استفاده از این اصطلاح در عمل هیچ ارتباطی با مفهوم پرسش‌برانگیز معنی‌دار در جمعیت‌های فرگشت‌زدایی تکاملی که کارکردهای نیاکان خود را از دست داده‌اند ندارد.